# 周永开
周永开（1928年3月—），男，汉族，四川巴中人，中华人民共和国政治人物，曾任中共达县地委副书记。